# Skarvsjön, Lappland
Skarvsjön är en sjö i Storumans kommun i Lappland och ingår i Umeälvens huvudavrinningsområde. Sjön har en area på 8,66 kvadratkilometer och ligger 425 meter över havet. Sjön avvattnas av vattendraget Kvarnbäcken.

## Delavrinningsområde
Skarvsjön ingår i det delavrinningsområde (720527-156276) som SMHI kallar för Utloppet av Skarvsjön. Medelhöjden är 443 meter över havet och ytan är 27,72 kvadratkilometer. Räknas de 3 avrinningsområdena uppströms in blir den ackumulerade arean 61,6 kvadratkilometer. Kvarnbäcken som avvattnar avrinningsområdet har biflödesordning 3, vilket innebär att vattnet flödar genom totalt 3 vattendrag innan det når havet efter 264 kilometer. Avrinningsområdet består mestadels av skog (40 procent) och sankmarker (22 procent). Avrinningsområdet har 8,81 kvadratkilometer vattenytor vilket ger det en sjöprocent på 31,7 procent.